# Bakerman
Bakerman ist ein deutscher Nahrungsmittelproduzent. Das Unternehmen wurde 2007 in Gronau (Westf.) gegründet und ist bis heute inhabergeführt.

## Struktur
Die Zentrale Bakermans ist in Gronau (Westf.) ansässig. Von dort aus steuert das Unternehmen die Produktion an zwei Produktionsstandorten sowie den Vertrieb der rund 300 Produkte in 31 Länder innerhalb und außerhalb Europas. Deutschlandweit werden nach Angaben des Unternehmens rund 1.800 Bäckereifilialen, 32.000 Bake-off-Stationen im Lebensmitteleinzelhandel sowie mehr als 50 Großhändler und 100 % der Verkehrsgastronomien in Deutschland beliefert.
Seit 2022 besitzt es mit dem Pizzahersteller „Colucci“ außerdem eine Produktionsstätte in Bexbach im Saarland. Der Name des Unternehmens wurde Ende 2024 von Colucci in Bakerman geändert.
Bakerman hat die Vertriebsrechte der Backwarenproduktion „Mola“ in Beugen, Niederlande für D-A-CH.
2025 wurde der insolvente Backzutatenhersteller Kessko übernommen.

## Produkte
Das Unternehmen produziert und vertreibt tiefgekühlte Backwaren.